# Газопереробний завод Рас-Шукейр (EBGDCO)
Газопереробний завод Рас-Шукейр (EBGDCO) – інфраструктурний об'єкт нафтогазової промисловості Єгипту, споруджений для роботи з продукцією родовищ Суецької затоки.
Ще з 1980-х років на західному узбережжі Суецької затоки в районі Рас-Шукейр працював газопереробний завод державної Egyptian General Petroleum Corporation, який продукував конденсат та зріджений нафтовий газ (пропан-бутанова фракція). В 2012-му у цьому ж районі ввела в дію свій газопереробний завод компанія Egyptian Bahraini Gas Derivatives Company (EBGDCO). Нове підприємство було спроможне щоденно приймати 4,2 млн м3 газу та вилучати з нього 45 тон бутану та 360 тон пропану. 
Для виводу заводу EBGDCO на проектну потужність у 2014-му вирішили подати сюди 1,4 млн м3 «жирного» (багатого на гомологи метану) газу із розташованого південніше газопереробного заводу Зейт-Бей. Для цього необхідно було провести модифікацію існуючої газотранспортної інфраструктури та створити лінію, яка б включила:
- нову перемичку довжиною 0,5 км з діаметром 300 мм від ГПЗ Зейт-Бей до врізки у існуючий трубопровід компанії-оператора Agiba;
- конвертований під використання у проекті трубопровід Agiba довжиною біля десятка кілометрів з діаметром 500 мм, який прямує до установки сепарації нафти та газу, відомої як Unit 102 (споруджена у 1980-х роках в межах проекту ГПЗ Рас-Шукейр компанії EGPC);
- нова ділянка завдовжки 4 км з діаметром 400 мм, яка обходить станцію Unit 102 та підключається до трубопроводу Unit 102 – Рас-Шукейр;
- існуючий газопровід Unit 102 – Рас-Шукейр завдовжки 29 км з діаметром 400 мм.
При цьому на ГПЗ Зейт-Бей належало повертати такий саме обсяг у 1,4 млн м3 газу, проте вже «сухого» (після вилучення бутану та пропану). Для цього треба було реверсувати наявний газопровід ГПЗ Зейт-Бей – Рас-Шукейр завдовжки 37 км з діаметром 400 мм.